# Asilo Sant'Elia

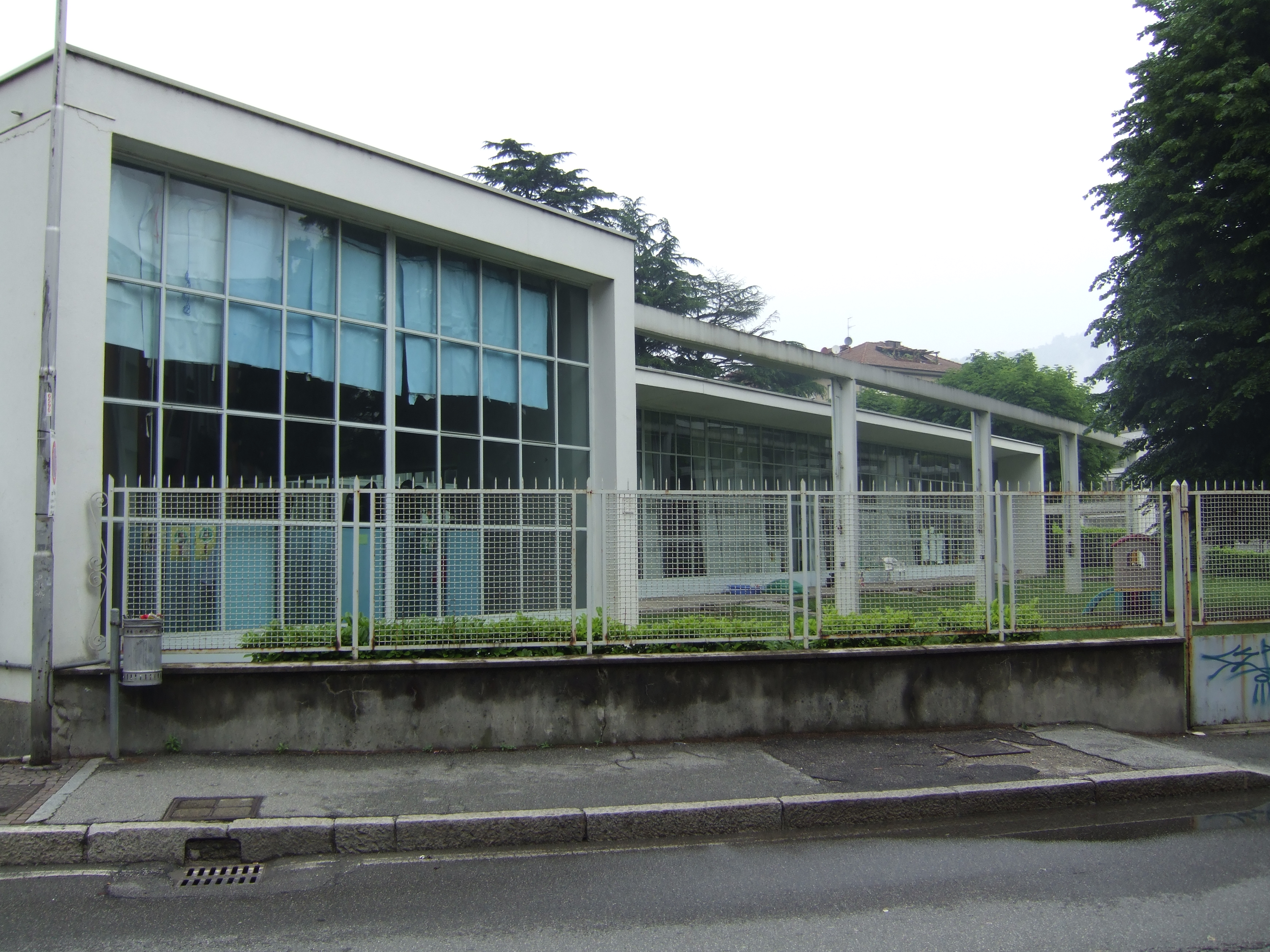
Como - Asilo Sant'Elia - lato via dei Mille (sud-est)

L'Asilo Sant'Elia, ufficialmente Scuola dell'infanzia "Antonio Sant'Elia", è una scuola dell'infanzia di Como, sita in via dei Mille, all'angolo con via Andrea Alciato. È un edificio in stile razionalista progettato nel 1935 e realizzato nel 1936-1937 da Giuseppe Terragni al fine di poter venire incontro alle esigenze del nuovo quartiere operaio che in quegli anni stava nascendo nella zona.
Nell'opera si nota una certa affinità con la Casa del Fascio di Como, ma contrariamente a questa, si sviluppa su un solo piano. La presenza di grandi vetrate che sviluppano il concetto di scuola all'aria aperta, gli ambienti distribuiti con attenzione e gli arredi molto curati rendono quest'opera eccezionale.
La struttura sorge nei pressi di un grande quartiere operaio costruito, a partire dal 1914, dalla Società Cooperativa Edificatrice e anche alla via Milano che conduce al centro della città.